# Rachid Aglif
Rachid Aglif (alias El Conejo), (Khouribga-Marruecos, 1979) es un terrorista marroquí que colaboró con los organizadores de los atentados del 11 de marzo de 2004 en Madrid. Fue detenido el 6 de abril de 2004 en la capital de España. El 6 de marzo de 2006 se le prorrogó la prisión provisional. Según determinó el juicio por los atentados, el 26 de febrero de 2004 Jamal Ahmidan acudió con Rafá Zouhier, Mohamed Oulad y Rachid Aglif a una reunión en Morata de Tajuña con Suárez Trashorras. De esa reunión debía salir la decisión de acelerar la obtención de explosivos desde la mina asturiana, y de cambiar el método de trasladarlo en autobús para pasar a transportarlo en coches.
Rachid Aglif, amigo de Zougam y de Jamal Ahmidan desde la infancia, tenía antecedentes por robo tres años antes de los atentados del 11 de marzo.
La Fiscalía solicitó para él 21 años de prisión, y fue condenado finalmente a 18 años por la Audiencia Nacional el 31 de octubre de 2007 por integración en banda armada y tenencia o depósito de explosivos, sentencia ratificada por el Tribunal Supremo.